# Listă de filme românești/
Aceasta este o listă de filme românești (artistice, de animație și documentare) al căror titlu încep cu un număr sau cu un semn de punctuație:
- ...escu (film) (1990)
- Un cartuș de Kent și un pachet de cafea (2004)
- 2 iepurași (1952)
- Trei surori (film) (1993)
- 3 x 3 = ? (1963)
- 4 luni, 3 săptămâni și 2 zile (2010)
- 5 femei de tranziție (2010)
- 5 succese mari pentru 5 filme mici (2008) (Scurt metraje)
- A 11-a porunca (1991)
- 15 (film) (2005)
- 17 minute întârziere (2002) (scurt metraj)
- 30 de operatori pândesc eclipsa (1960)
- 100 de lei (1973)
- 1893 (film) (1976)
- 4000 de trepte spre cer (1963)